# Nemesbük
Nemesbük är en ort i Ungern.   Den ligger i provinsen Zala, i den västra delen av landet, 160 km sydväst om huvudstaden Budapest. Nemesbük ligger 243 meter över havet och antalet invånare är 625.
Terrängen runt Nemesbük är platt åt sydväst, men åt nordost är den kuperad. Nemesbük ligger uppe på en höjd. Runt Nemesbük är det tätbefolkat, med 297 invånare per kvadratkilometer. Närmaste större samhälle är Keszthely, 8,9 km sydost om Nemesbük. Trakten runt Nemesbük består till största delen av jordbruksmark.